# Greg Smith (musicista)
Greg Smith (Valley Stream, 21 maggio 1963) è un bassista statunitense.
Durante la sua carriera ha suonato con Billy Joel, Wendy O. Williams, Americade, Alice Cooper, Rainbow, Blue Öyster Cult, Dokken, Vinnie Moore, Joe Lynn Turner, Ted Nugent, Tommy James and the Shondells, Alan Parsons, The Turtles, Felix Cavaliere, Chuck Negron, Joey Molland. Denny Laine, Glenn Frey, Mitch Ryder, The Wizards of Winter e Tyketto.
Smith appare nel film Fusi di testa come membro della band di Alice Cooper, eseguendo il brano "Feed My Frankenstein".

## Discografia
Con Wendy O. Williams
- 1985 - "Fuck 'N Roll"
- 1986 - "Kommander of Kaos"
- 1988 - "Deffest and Baddest"

Con Vinnie Moore
- 1991 - "Meltdown"

Con Alice Cooper
- 1994 - "The Last Temptation"
- 2001 - "Dragontown

Con i Rainbow
- 1995 - "Stranger in Us All"

Con Joe Lynn Turner
- 1995 - "Nothing's Changed"
- 1997 - "Under Cover"
- 1998 - "Hurry Up & Wait"
- 1999 - "Under Cover, Vol. 2"
- 2000 - "Holy Man"
- 2003 - "JLT"

Con i Tyketto
- 2019 - "Strength in Numbers Live"